# Bredsjömyrtjärnen
Bredsjömyrtjärnen är en sjö i Örnsköldsviks kommun i Ångermanland och ingår i Gideälvens huvudavrinningsområde. Det är en liten sjö 155 meter lång och 83 meter bred. Sjön avvattnas av ett namnlöst vattendrag som mynnar i Bredsjön som ingår i Hemlingsån Natura 2000-område. Vattnet fortsätter därefter genom Hemlingsån och Gideälven innan det mynnar i havet. Tillflöde till sjön sker från den omgivande myren.